# Nyinqug (sockenhuvudort i Kina, Qinghai Sheng, lat 35,21, long 100,85)
Nyinqug (kinesiska: 宁秀, 宁秀乡, 宁秀龙哇多) är en sockenhuvudort i Kina. Den ligger i provinsen Qinghai, i den nordvästra delen av landet, omkring 180 kilometer sydväst om provinshuvudstaden Xining. Antalet invånare är 14 620. Befolkningen består av 7 374 kvinnor och 7 246 män. Barn under 15 år utgör 34 %, vuxna 15-64 år 60 %, och äldre över 65 år 4,0 %.
Runt Nyinqug är det glesbefolkat, med 9 invånare per kvadratkilometer. Det finns inga andra samhällen i närheten. Trakten runt Nyinqug består i huvudsak av gräsmarker.
Genomsnittlig årsnederbörd är 589 millimeter. Den regnigaste månaden är juli, med i genomsnitt 144 mm nederbörd, och den torraste är december, med 2 mm nederbörd.